# Papalotla
Papalotla é um município do estado do México, no México.

## Toponímia
A tradução oficial do náhuatl sobre o nome do município de Papalotla vem de borboleta "Papalotl" e abundância "Tla", resultando em "abundância de borboletas".

### Glifo
O glifo oficial do município de Papalotla vem do Códice Ramírez, um par de borboletas são vistas, uma na frente e outra de perfil e a razão pela qual a imagem é composta por duas é por causa do sufixo "tla" que fala de quantidades maiores que uma única unidade.

## Geografia
Faz fronteira ao norte com os municípios de Tepetlaoxtoc e Chiautla, ao sul com o município de Texcoco, a leste com Tepetlaoxtoc e Texcoco, a oeste com Chiautla.

### Clima
É classificada como subtropical úmida. A temperatura máxima chega a 36°C, enquanto a média anual é de 15°C.

## Política

### Governo municipal
O governo é formado pelo presidente e seu gabinete.

## Cultura
O município de Papalotla possui influência do estilo barroco, que foram construídas pela ordem dominicana por volta de 1733, durante um grande aumento comercial que prevaleceu séculos atrás na região.

### Museus, centros culturais e eventos
Um dos principais tesouros de Papalotla, em relação à sua arquitetura, são as arcadas reais, que dão acesso ao principal local religioso: a igreja de Santo Toribio Obispo de Astorga.